# ماثيو بونيفاس
ماثيو بونيفايس (بالبرتغالية: Mathew Boniface) (ولد في 5 أكتوبر 1994 في نيجيريا) لاعب كرة قدم نيجيري يجيد اللعب في مركز الهجوم يلعب حالياً لصالح نادي اللواء السعودي.

## روابط خارجية
- ماثيو بونيفاس على موقع قاعدة بيانات كرة القدم.إي يو (الإنجليزية)
- ماثيو بونيفاس على موقع Soccerway.com (الإنجليزية)